# Mansjuk Mametova
Mansjuk Zjijengalijevna Mametova (ryska: Маншук Жиенгалиевна Маметова), född 23 oktober 1922, död 15 oktober 1943, var en sovjetisk/kazakisk maskingevärssoldat. Hon var den första asiatiska kvinnan som mottog medaljen Sovjetunionens hjälte för sitt mod.
Mametova blev tidigt föräldralös och bodde sina första år i Alma-Ata. När andra världskriget började studerade hon på det medicinska institutet i Alma-Ata.
År 1942 deltog hon i kriget som volontär. Hon blev maskingevärssoldat och visade stort mod. Hon dog i Nevel.
I bland annat Alma-Ata, Nevel och Oral finns det gator och skolor uppkallade efter Mametova. Dessutom återfinns flera monument av henne i forna Sovjetunionen.